# Бессмертные души
«Бессмертные души» (англ. Soul Survivors) — американский молодёжный триллер 2001 года, снятый режиссёром Стивеном Карпентером по собственному сценарию. В главных ролях снялись Мелисса Сэйджмиллер, Кейси Аффлек, Элайза Душку и Уэс Бентли.

## Сюжет
Фильм начинается со сцены, в которой двое неизвестных нападают на девушку, возвращающуюся поздно вечером домой.
Перед началом учёбы в университете, четверо друзей — Кесси, Шон, Мэтт и Аннабел — отправляются на подпольную вечеринку в старой церкви, где девушка видит двух мужчин — одного в маске, а другого с изуродованным лицом. Мужчина в маске пытается схватить Кесси на танцполе, и девушка уходит оттуда вместе с Шоном. Шон признаётся Кесси в любви, но неожиданно появляется Мэтт. Шон возвращается в клуб, чтобы найти Аннабел. Позже, друзья едут в машине, которая попадает в аварию. В госпитале Кесси узнаёт, что Шон погиб.
Кесси пытается жить нормальной жизнью, но её мучают видения Шона, к тому же девушке кажется, что её преследуют те странные мужчины из клуба. Вскоре Кесси знакомится с молодым священником, отцом Джудом, который пытается помочь девушке. Между тем, друзья пытаются подбодрить Кесси, а затем она встречает странную женщину по имени Рейвен, которая уверяет, что у неё есть тайные силы, и что Кесси не на своём месте, она должна быть с Шоном. После очередного нападения — или всего лишь видения — девушка приходит к отцу Джуду. Он вручает ей амулет и разрешает остаться на ночь в его комнате. На следующее утро, девушка не находит отца Джуда, а от одного из служителей узнаёт, что священник умер в 1981 году.
После соревнования по плаванию, на которых Кесси побеждает, на девушку вновь нападают, однако ситуация становится настолько странной, что Кесси уверена, что Мэтт и Аннабел пытаются свести её с ума. Мэтт предлагает отвести девушку к её матери, но по дороге они заезжают в клуб, чтобы забрать Аннабел. После встречи с Рейвен и Аннабел, девушка возвращается в машину, где бьёт Мэтта по голове бутылкой, а затем уезжает на машине прочь.
В следующей сцене Кесси вновь оказывается в госпитале — рядом с ней умирает Рейвен, а шансы на спасение Кесси невелики. Священник приходит к девушке, чтобы выслушать её последние слова, и этим священником оказывается отец Джуд. Он спрашивает — хочет ли она умереть, чтобы спасти жизнь Шона. Девушка отвечает утвердительно, а затем следует другой вопрос — хочет ли она жить ради него — девушка говорит, что она не хочет умирать, и после очередного кошмара девушка просыпается от комы — становится ясно, что Кесси и Шон выжили, а Мэтт и Аннабел погибли. Пассажиры другой машины — Рейвен, Мужчина в маске и Мужчина со шрамом также не пережили катастрофу. Их души пытались утянуть Кесси к смерти, в то время, как отец Джуда и Шон — вернуть к жизни, что и случилось в финале картины.

## В ролях
- Мелисса Сэйджмиллер — Кэсси
- Кейси Аффлек — Шон
- Элайза Душку — Аннабел
- Уэс Бентли — Мэтт
- Анджела Физерстоун — Рейвен
- Люк Уилсон — Отец Джуд
- Аллен Гамильтон — Доктор Хаверстоун
- Кен Морено — Омерзительный танцор, мужчина со шрамом
- Карл Паоли — Маска смерти, мужчина в маске

## Удалённые сцены
DVD-релиз фильма под названием «The Killer Cut» содержит полную непрокатную версию.

## Съёмки
Съёмки проходили с мая по сентябрь 1999 года в Чикаго и его пригородах. Часть сцен также была отснята в городе Гэри, штата Индиана, и городе Эванстон, штат Иллинойс.

## Релиз
Премьера фильма на 601 кино-экране состоялась в США 9 сентября 2001 года.

### Кассовые сборы
В первые выходные сборы в США составили $1 140 698. При бюджете $14 млн картина собрала в США всего $4 299 441, даже не покрыв расхода на создание, тем самым провалившись в прокате.

### Критика
Фильм получил крайне негативные отзывы, а также набрал всего 4 % популярности на сайте Rotten Tomatoes.

### Премьеры
- 7 сентября 2001
- 13 декабря 2001
- 11 января 2002
- 10 мая 2002
- 20 сентября 2001
- 1 ноября 2001
- 8 февраля 2002
- 7 июня 2002
- 14 июня 2002
- 13 июля 2002
- 9 августа 2002 (на видео)
- 22 августа 2002
- 13 сентября 2002
- 11 октября 2002
- 5 сентября 2003
- 28 октября 2006 (тв-показ)

### Саундтрек
В фильме звучали песни:
- «Authenticity» — Harvey Danger
- «Skindiver» — Floodnine
- «No Light» — DB9D9
- «Buzzkiller» — Floodnine
- «Tiny Explosions» — The Presidents Of The United States of America
- «Song About The Future» — Matt McKenna
- «If Only» — Queens Of The Stone Age
- «Khyber Pass» — Tree Adams
- «The Goodbye Letter» — Jet Set Satellite
- «Spill Me» — Project 86
- «Rage Power» — Rakit
- «The Price of Reality» — AMEN
- «T.H.C.» — Mygrain
- «Digital Bath» — Deftones
- «Never The Same» — Supreme Beings Of Leisure